# كريستيان سيراتوس
كريستيان سيراتوس (بالإنجليزية: Christian Serratos)‏ مواليد 21 سبتمبر 1990 في كاليفورنيا، الولايات المتحدة، هي ممثلة أمريكية بدأت مسيرتها الفنية عام 2004.

## المسيرة الفنية
أصبحت كريستيان سيراتوس مشهوره بعد ادائها دور في سلسله أفلام الشفق (توايلايت) وفازت بجائزه أفضل ممثل مساعد بهذا الدور ومثلت مره أخرى في الجزء الثاني والثالث من الفيلم.
تم تصنيف كريستيان رقم 65 إثاره في تصنيفات ماكسيم لأفضل 100 لعام 2010
ثم انضمت كريستيان لأداء دور روزيتا اسبينوزا في مسلسل الموتى السائرون (ذا واكينغ ديد) وكان أول ظهور لها في حلقه «السجناء» Inmates

## حياتها الخاصة
أصبحت سيراتوس نباتية منذ كانت في الثامنة من عمرها وقد تعرت لتصوير عدد من حملات بيتا النباتية اشهرها حمله «اختار ان اتعرى على ان ارتدي فراء الحيوانات» I'd rather go naked than wear fur

## الأعمال

### أفلام
- الشفق (الدور: أنجيلا ويبر)
- ملحمة الشفق: قمر جديد (الدور: أنجيلا ويبر)
- ملحمة الشفق: خسوف (الدور: أنجيلا ويبر)
- بزوغ الفجر (الدور: أنجيلا ويبر)

### مسلسلات
- هانا مونتان
- قصة رعب أمريكية
- الحياة السرية لمراهقة أمريكية
- الموتى السائرون (الدور: روزيتا اسبينوزا)

## روابط خارجية
- كريستيان سيراتوس على موقع IMDb (الإنجليزية)
- كريستيان سيراتوس على موقع روتن توميتوز (الإنجليزية)
- كريستيان سيراتوس على موقع ألو سيني (الفرنسية)
- كريستيان سيراتوس على موقع أول موفي (الإنجليزية)
- كريستيان سيراتوس على موقع قاعدة بيانات الأفلام السويدية (السويدية)
- كريستيان سيراتوس على موقع إن إن دي بي (الإنجليزية)
- كريستيان سيراتوس على موقع قاعدة بيانات الفيلم (الإنجليزية)
- كريستيان سيراتوس على موقع كينوبويسك (الروسية)